# Rhian Ket
Rhian Ket (Amstelveen, 16 augustus 1983) is een Nederlands voormalig schaatser die met name de 1500 meter als specialiteit had.
In 2003 begon Rhian zijn schaatsloopbaan bij de ploeg van Jac Orie, gesponsord door de toenmalige geldschieter SponsorBingoLoterij later PostcodeLoterij. Na het succesvolle seizoen 2005-2006 maakte Rhian de overstap naar de formatie van VPZ dat werd getraind door Sijtje van der Lende. Na een leerzaam jaar onder de vlag van VPZ koos Rhian voor een overstap naar het vrijbuiters team van APPM, waar hij van 2007 tot 2010 verschillende successen behaalde met als hoogte punt de Nederlandse titel op de 1500 meter in 2009. Twee seizoenen schaatste Rhian onder de vlag van Hofmeier, later Team Hart. In 2013 stapte hij over naar Project 2018 en plaatste zich weer voor wereldbekerwedstrijden. In 2014 stopte hij zijn topsportcarrière.
Naast zijn topsportcarrière studeerde Ket aan de FIFPro Online Academy. Tevens nam hij zitting in de stuurgroep topsport van de KNSB en was hij lid van de atletencommissie van NOC-NSF.

## Biografie
Ket gold als een groot talent en was gespecialiseerd in de middellange afstanden, de 1000 meter en de 1500 meter. Zijn beste prestatie bereikte Rhian tijdens het Olympisch seizoen 2009-2010, waar hij de Nederlandse titel op de 1500 meter veroverde voor de latere olympisch kampioen Mark Tuitert. Het Olympische seizoen daarop reed hij op die afstand op 15 november 2013 een wereldbekerwedstrijd tegen Tuitert die anderhalve ronde later viel en daardoor paar slagen liet lopen en een honderdste boven zijn pr de klok stopte; 1.44,07.
Op 30 december 2005 deed Ket voor het eerst van zich spreken. Tijdens de Nederlandse Kampioenschappen per afstand in Heerenveen eindigde hij tijdens de 1500 meter op een verrassende vierde plaats. Hiermee liet hij in het toernooi, dat geldt als kwalificatietoernooi voor de Olympische Winterspelen 2006, gerenommeerde namen achter zich. Aangezien Ket dankzij de brede top geen nominatie voor de Spelen op zak had, betekende zijn vierde plaats geen directe kwalificatie, ondanks dat er vier tickets te verdienen waren. Ket moest het in januari in een skate-off opnemen tegen Simon Kuipers die tijdens het NK geblesseerd was en gebruikmaakte van zijn supernominatie. Kuipers won met een klein verschil, waardoor Ket de Olympische Spelen op een haar na misliep.
In januari 2006, daags na de skate-off, behaalde Rhian met groot verschil de winst op de 1500 meter tijdens het NK allround in Utrecht. Daar liet hij grote namen als, Markt Tuitert, Gianni Romme en Rintje Ritsma achter zich.
In oktober 2007 tijdens het NK Afstanden plaatste Ket zich voor de 1500 meter world cup-wedstrijden.
Op 1 november 2009 behaalde hij op de 1500 meter verrassend goud, waar hij de dag ervoor nog werd gediskwalificeerd op de 1000 meter wegens het twee keer rijden van de binnenbaan. Door zijn winst op de 1500 meter plaatsen Rhian zich voor de wereldbekerwedstrijden. Tevens behaalde hij een Olympische kwalificatie tijdens de wereldbekerwedstrijd in Berlijn een week later.
In zijn eerste jaar bij Hofmeier wist Ket zijn titel op de 1500 niet te verdedigen, op de NK afstanden 2011 werd hij vijfde op de 1500 meter, wat wel genoeg was voor plaatsing voor de wereldbekerwedstrijden. Tijdens dit seizoen nam hij deel aan bijna alle wedstrijden om de wereldbeker met als hoogste klassering een 8ste plaats tijdens de wereldbekerfinale in Heerenveen. Daar eindigde hij als 2de Nederlander en behaalde een reserve plek voor het WK afstanden in Inzell.
In het seizoen 2011-2012 reed Rhian tijdens het NK afstanden door ziekte een tijd van 1.47.62, waarmee hij knap op een zevende plek eindigde. Tijdens de schaatsweek in december 2011 reed hij een tijd van 1.47.64 wat hem directe kwalificatie voor de tweede cyclus wereldbekerwedstrijd opleverde. Gedurende het NK Sprint, 2 dagen later, blesseerde Ket zijn lies op de eerste 500 meter wat voor hem het einde van het toernooi betekende. Na een revalidatie van 6 weken, reed Rhian zijn eerste wedstrijd tijdens het NK Allround waar hij de 500 meter wist te winnen, 36,24, en 2de werd op de 1500 meter, een dag later. Voor het WK afstanden in Heerenveen stond hij opnieuw reserve voor de 1500 meter.
Bij het NK Afstanden 2013 reed Ket verrassend naar exact dezelfde tijd als Jong Oranje-rijder Thomas Krol: 1.47,761. Door diskwalificatie van Koen Verweij - die wel de snelste tijd noteerde - die vervolgens werd aangewezen door de bond, besloten Krol en Ket naar de geschillencommissie te stappen om een geplande skate-off ongedaan te maken. Die stelden hen in het gelijk. Ket mocht de wereldbekerwedstrijd over 1500 meter rijden in Kolomna, Krol in Thialf.

## Persoonlijk records
| Afstand      | Tijd     | Datum            | Baan    |
| ------------ | -------- | ---------------- | ------- |
| 500 meter    | 36,21    | 18 januari 2014  | Inzell  |
| 1000 meter   | 1.09,43  | 10 augustus 2008 | Calgary |
| 1500 meter   | 1.44,06  | 4 december 2009  | Calgary |
| 3000 meter   | 3.44,85  | 8 augustus 2008  | Calgary |
| 5000 meter   | 6.24,88  | 21 maart 2006    | Calgary |
| 10.000 meter | 13.38,05 | 23 maart 2006    | Calgary |

## Resultaten
| Jaar | NK Afstanden                  | NK Sprint | NK Allround | Wereldbeker                          | WK Junioren        |
| ---- | ----------------------------- | --------- | ----------- | ------------------------------------ | ------------------ |
| 2003 | 21e 1500m                     |           |             |                                      | 5e · achtervolging |
| 2004 | 14e 1000m 12e 1500m 22e 5000m |           | 24e         |                                      |                    |
| 2005 | 11e 1000m 7e 1500m 20e 5000m  |           | 10e         |                                      |                    |
| 2006 | 8e 1000m 4e 1500m             | 12e       | 7e          |                                      |                    |
| 2007 | 10e 1000m 6e 1500m            | 17e       | 12e         | 37e 1500m                            |                    |
| 2008 | 7e 1000m 5e 1500m             | 23e       | 16e         | 43e 1500m                            |                    |
| 2009 | 8e 1000m 6e 1500m             | NS1 1000m | 13e         | 0p 1500m                             |                    |
| 2010 | DQ 1000m · 1500m              | 14e       |             | 28e 1000m · 9e 1500m · achtervolging |                    |
| 2011 | 9e 1000m 5e 1500m             |           |             | 14e 1500m                            |                    |
| 2012 | 9e 1000m 7e 1500m             | NS1 1000m | 13e         |                                      |                    |
| 2013 | 4e 1500m                      |           |             |                                      |                    |
| 2014 | 1500m                         |           | 8e          |                                      |                    |

### Medaillespiegel
| Kampioenschap | Goud · | Zilver · | Brons · |
| ------------- | ------ | -------- | ------- |
| WK junioren   | 0      | 1        | 0       |
| NK Afstanden  | 1      | 0        | 1       |